# Eu Sou Livre
Eu Sou Livre é um álbum ao vivo do cantor PG, sendo o terceiro de sua carreira.
A canção "Meu Universo", tradução de "Mi Universo", original de Jesús Adrián Romero foi indicada na categoria Música do Ano no Troféu Talento em 2009. Foi lançado em CD e DVD.
Em junho de 2010, o disco recebeu certificação de Platina, pela venda de mais de 100 mil cópias .

## Faixas
1. "Intro"
2. "Ao Teu Encontro"
3. "Herói Oculto"
4. "Quem Sou Eu?"
5. "Meu Universo"
6. "Eu Vou Passar Pela Cruz"
7. "Paz Na Guerra"
8. "Eu Sou Livre"
9. "Estou Aqui"
10. "Te Vejo"
11. "Face A Face"
12. "Deus Pai"
13. "Todo Ser Que Respira"
14. "Minha Filha, Minha Flor"